# Stephen Covey
Stephen Richards Covey (* 24. října 1932, Salt Lake City, Utah – 16. července 2012, Idaho Falls, Idaho) byl uznávaný lektor a trenér leadershipu, přednášející na univerzitě Jon M. Huntsman School of Business v Utahu, USA a autor bestselleru 7 návyků skutečně efektivních lidí.

## Život
Se svojí ženou Sandrou a rodinou žil ve městě Provo ve státě Utah. Ve městě Provo je Univerzita Brighama Younga, na níž vyučoval před vydáním svého prvního bestselleru. Byl otcem devíti dětí a dědečkem padesáti dvou vnoučat. V roce 2003 obdržel cenu za otcovství od Národní otcovské iniciativy (National Fatherhood Initiative). Jeho vyznání i autorská činnost byla spjata s Církví Ježíše Krista Svatých posledních dnů, jako mormonský misionář působil dva roky v Anglii.
Zemřel na následky nehody na kole, kterou měl v dubnu 2012.[zdroj?]

## Dílo
- Stephen R. Covey. 7 návyků skutečně efektivních lidí: zásady osobního rozvoje, které změní váš život. 2. vydání. Management Press, FC Czech, 2011. ISBN 978-80-7261-241-3. Mezinárodní bestseller, jenž byl poprvé vydán v roce 1989 a v češtině poprvé vyšel pod názvem Sedm návyků vůdčích osobností v roce 1994.
- Stephen R. Covey. 8. návyk - od efektivnosti k výjimečnosti. Management Press, 2005. ISBN 80-7261-138-0
- Stephen R. Covey, A. Roger Merrill, Rebecca R. Merrill. To nejdůležitější na první místo. Management Press, 2008. ISBN 978-80-7261-187-4
- Stephen R. Covey, Bob Whitman, Breck England. Jak dosahovat předvídatelných výsledků v nepředvídatelných časech. 1. vydání. Management Press, FC Czech, 2010. ISBN 978-80-7261-206-2